# 9 Degrees West of the Moon
9 Degrees West of The Moon è il sesto album della power metal/progressive metal band Vision Divine. È l'album che segna il ritorno del cantante Fabio Lione, dopo la dipartita di Michele Luppi.

## Tracce
1. Letter to my Child Never Born - 8.56
2. Violet Loneliness - 4.42
3. Fading Shadow - 5.21
4. Angels in Disguise -  5.17
5. The Killing Speed of Time - 4.50
6. The Streets of Laudomia - 5.51
7. Fly - 4.53
8. Out in Open Space - 5.09
9. 9 Degrees West of the Moon - 3.57
10. A Touch of Evil (Judas Priest cover) - 5.48
11. Fading Shadow (demo version) - 5.17

## Formazione
- Olaf Thorsen - chitarre
- Fabio Lione - voce
- Cristiano Bertocchi - basso
- Federico Puleri - chitarre
- Alessio Lucatti - tastiere
- Alessandro Bissa "Bix" - batteria